# Nationale Frauen-Fußball-Meisterschaft 2017
Die Nationale Frauen-Fußball-Meisterschaft 2017 war die 14. Austragung des Fußball-Pokalwettbewerbs für südkoreanische Vereinsmannschaften der Frauen gewesen. 
Das Pokalturnier begann am 28. Juli und endete am 6. August 2017 mit dem Finalspiel. Die Spiele wurden in Gyeongnam, im Stadtteil Habcheon, im Habcheon-Sportcenter ausgetragen. Pokalgeinnwer wurde Gumi Sportstoto.

## Teilnehmende Mannschaften
Am Pokalturnier nehmen die WK-League-Mannschaften teil. Außerdem durften auch Mannschaften, die sich angemeldet haben, mit am Pokalturnier teilnehmen. 
| WK-League die 8 Vereine der WK-League 2017 | angemeldete Mannschaften |
| - Boeun Sangmu WFC - Gumi Sportstoto - Gyeongju KHNP WFC - Hwacheon KSPO WFC - Icheon Daekyo WFC - Incheon Hyundai Steel Red Angels - Seoul WFC - Suwon FMC WFC | - Daegu WFC              |

## Gruppenphase

### Gruppe A
| Pl. | Verein            | Sp. | S | U | N | Tore    | Diff. | Punkte |
| --- | ----------------- | --- | - | - | - | ------- | ----- | ------ |
| 1.  | Icheon Daekyo WFC | 2   | 2 | 0 | 0 | 009:300 | +6    | 06     |
| 2.  | Suwon FMC WFC     | 2   | 1 | 0 | 1 | 004:200 | +2    | 03     |
| 3.  | Daegu WFC         | 2   | 0 | 0 | 2 | 002:100 | −8    | 0      |

| 28. Juli 2017     |     |                   |
| Suwon FMC WFC     | 1:2 | Icheon Daekyo WFC |
| 30. Juli 2017     |     |                   |
| Icheon Daekyo WFC | 7:2 | Daegu WFC         |
| 1. August 2017    |     |                   |
| Daegu WFC         | 0:3 | Suwon FMC WFC     |

### Gruppe B
| Pl. | Verein                           | Sp. | S | U | N | Tore    | Diff. | Punkte |
| --- | -------------------------------- | --- | - | - | - | ------- | ----- | ------ |
| 1.  | Incheon Hyundai Steel Red Angels | 2   | 2 | 0 | 0 | 004:000 | +4    | 06     |
| 2.  | Seoul WFC                        | 2   | 1 | 0 | 1 | 003:200 | +1    | 03     |
| 3.  | Boeun Sangmu WFC                 | 2   | 0 | 0 | 2 | 001:600 | −5    | 0      |

| 28. Juli 2017                    |     |                                  |
| Incheon Hyundai Steel Red Angels | 1:0 | Seoul WFC                        |
| 30. Juli 2017                    |     |                                  |
| Seoul WFC                        | 3:1 | Boeun Sangmu WFC                 |
| 1. August 2017                   |     |                                  |
| Boeun Sangmu WFC                 | 0:3 | Incheon Hyundai Steel Red Angels |

### Gruppe C
| Pl. | Verein            | Sp. | S | U | N | Tore    | Diff. | Punkte |
| --- | ----------------- | --- | - | - | - | ------- | ----- | ------ |
| 1.  | Hwacheon KSPO WFC | 2   | 2 | 0 | 0 | 006:400 | +2    | 06     |
| 2.  | Gumi Sportstoto   | 2   | 1 | 0 | 1 | 005:400 | +1    | 03     |
| 3.  | Gyeongju KHNP WFC | 2   | 0 | 0 | 2 | 001:400 | −3    | 0      |

| 28. Juli 2017     |     |                   |
| Gyeongju KHNP WFC | 1:2 | Hwacheon KSPO WFC |
| 30. Juli 2017     |     |                   |
| Hwacheon KSPO WFC | 4:3 | Gumi Sportstoto   |
| 1. August 2017    |     |                   |
| Gumi Sportstoto   | 2:0 | Gyeongju KHNP WFC |

## K.O.-Runde

### Viertelfinale
Das Viertelfinale wurde am 3. August 2017 ausgetragen. 
|                   | Ergebnis |                 |
| ----------------- | -------- | --------------- |
| Suwon FMC WFC     | 3:4      | Gumi Sportstoto |
| Hwacheon KSPO WFC | 5:0      | Seoul WFC       |

### Halbfinale
Das Halbfinale wurde am 4. August 2017 ausgetragen.
|                                  | Ergebnis |                   |
| -------------------------------- | -------- | ----------------- |
| Icheon Daekyo WFC                | 0:1      | Gumi Sportstoto   |
| Incheon Hyundai Steel Red Angels | 3:2      | Hwacheon KSPO WFC |

### Finale
Das Finale wurde am 6. August 2017 ausgetragen. 
|                 | Ergebnis        |                                  |
| --------------- | --------------- | -------------------------------- |
| Gumi Sportstoto | 2:2 (4:3 i. E.) | Incheon Hyundai Steel Red Angels |